# 8514/A

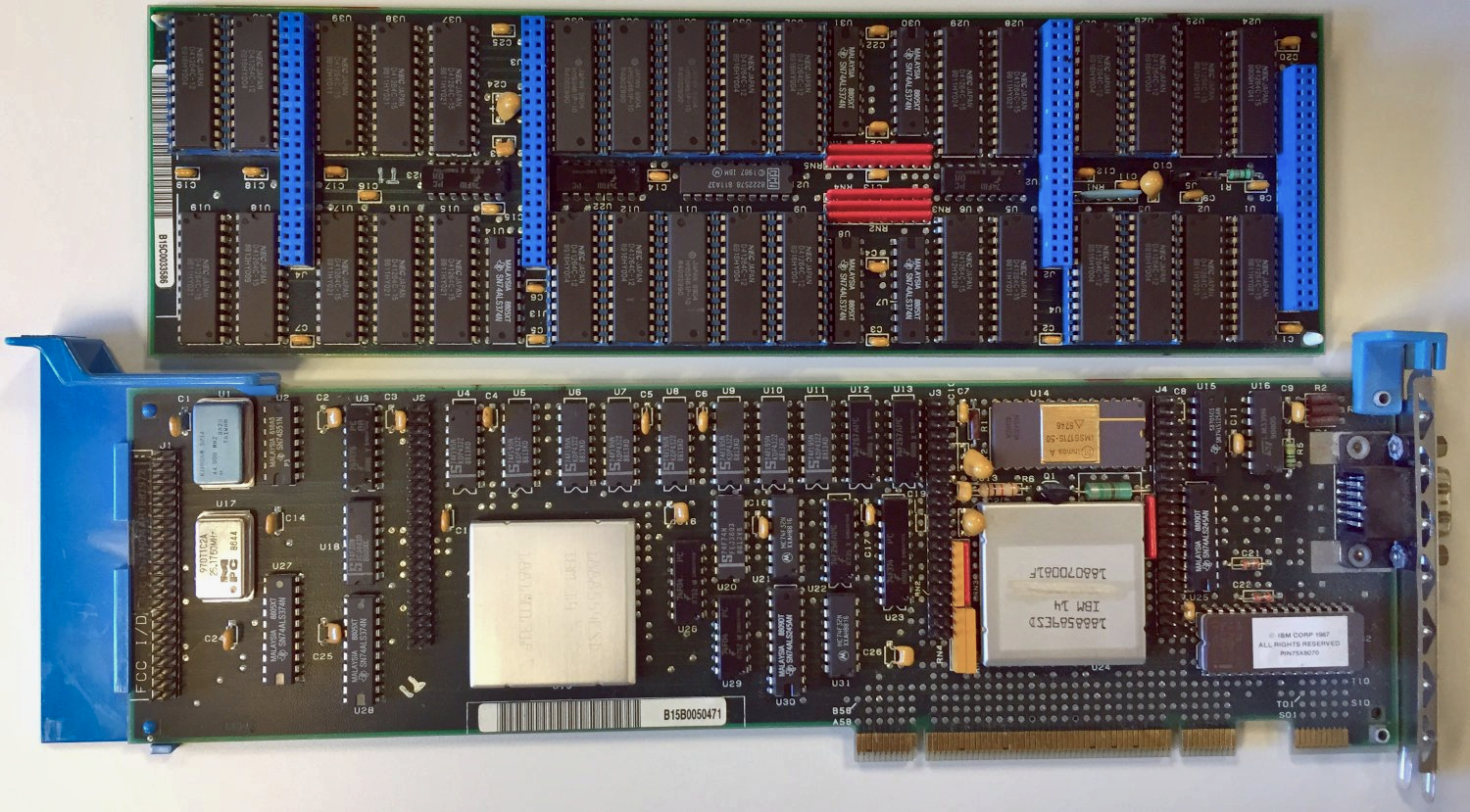
IBM Display Adapter 8514/A

8514/A bezeichnet sowohl einen Grafikbeschleuniger, der von IBM 1987 zusammen mit der IBM-PS/2-Serie von Computern eingeführt wurde (Display Adapter 8514/A), als auch den dazugehörigen Grafikstandard.

## Beschreibung
Der Standard 8514/A ist darauf abgestimmt, die Möglichkeiten von VGA zu ergänzen, und verwendet eine feste Auflösung von 1024 × 768 Bildpunkten (Pixel) – rund das 2,5-fache von VGA (640 × 480 Pixel). Aus einer Farbpalette von 262.144 Farben können 256 zur selben Zeit angezeigt werden; auf monochromen Monitoren bildet 8514/A 64 Graustufen ab. Zudem werden Grafikbefehle zur Darstellung von Vektorgrafik definiert.

## Technik
Der ursprüngliche IBM Display Adapter 8514/A hat keine eigenen Text- oder VGA-Fähigkeiten. Stattdessen werden diese Funktionen weiterhin von der VGA-Grafikhardware übernommen, die in den damaligen PS/2-Modellen fest verbaut ist, und das erzeugte Bild über einen speziellen Steckplatz des MicroChannel-Bus an den 8514/A weitergibt. Der 8514/A selbst erzeugt nur dann ein Bild, wenn dessen Fähigkeiten angefordert werden. Je nach Bedarf wird die VGA- oder die 8514/A-Bildausgabe in ein Signal für den Bildschirm umgewandelt.
Als wegweisend gilt dabei bis heute das Konzept, dass ein Anwendungsprogramm zur Erzeugung eines Bildes im 8514/A-Modus nicht wie bisher direkt auf die Grafikhardware zuzugreifen braucht. Stattdessen läuft ein Treiberprogramm im Hintergrund, das mit dem sogenannten Adapter Interface (AI) für andere Programme eine Schnittstelle mit abstrakten Grafikfunktionen zur Verfügung stellt, die es in Hardwarebefehle umsetzt. Durch diese Besonderheit wurde 8514/A, bzw. die Schnittstelle AI, erst zum Standard. Sie ermöglichte es allerdings auch Fremdherstellern, eigene, kompatible Produkte (Klone) herzustellen, ohne dazu Kenntnis von der Hardware des originalen 8514/A zu benötigen – solange sie ein zum AI des 8514/A kompatibles Programm zur Verfügung stellen, das die üblicherweise völlig unterschiedliche Hardware ansteuern kann.
Die für 1987 beachtliche Kombination aus Auflösung und Farbtiefe stellte entsprechend höhere Anforderungen an die Größe des Grafikspeichers sowie an die Fähigkeit, dessen gesamten Inhalt ausreichend schnell an den Bildschirm auszugeben. Der IBM Display Adapter 8514/A erkauft diese Leistung durch den Einsatz des Zeilensprungverfahrens („interlacing“), bei dem nur jede zweite Bildzeile zeitgleich dargestellt wird, wodurch auch die Anforderungen an den Bildschirm gesenkt werden konnten. Da diese Technik die effektive Bildwiederholfrequenz aber auf 43,5 Hz halbiert, sodass das Bild als flackernd wahrgenommen wird, haben einige Hersteller später 8514/A-Klone ohne dieses Verfahren („non-interlaced“) hergestellt.
Klone wurden im Gegensatz zum ursprünglichen IBM-Original nicht nur für den MicroChannel-Bus hergestellt, sondern sind ggf. vollwertige Grafikkarten mit eigenen Text-, VGA- und weiteren Funktionen.

## Zubehör
Der Grafikspeicher des IBM Display Adapter 8514/A ist 0,5 MiB groß, womit sich lediglich 16 Farben darstellen lassen. Um tatsächlich 256 Farben gleichzeitig darstellen zu können, wird eine Grafikspeichererweiterung um zusätzlich 1 MiB benötigt.
Passend zur 8514/A-Karte vertrieb IBM den Monitor vom Typ 8514, der die geforderten 1024 × 768 Pixel auf einer 16″-Bildröhre bei 43,5 Hz im Zeilensprungverfahren (sowie die Bildmodi der VGA-Hardware) anzeigen kann. Es kann aber auch jeder andere Monitor mit VGA-Anschluss verwendet werden, der mindestens die gleichen Leistungsdaten erreicht.

## Nachfolger
Im Herbst 1990 veröffentlichte IBM als Nachfolger den XGA-Standard, der sowohl VGA- als auch 8514/A-ähnliche Funktionen in derselben Hardware vereinigte. Die Nachfolge bei den Grafikbeschleunigern trat 1989 der Image Adapter/A an, der höchste Ansprüche bediente.